# Malcolm Fraser
Malcolm Fraser (21 tháng 5 năm 1930 – 20 tháng 3 năm 2015) là thủ tướng Úc thứ 22, nhiệm kỳ kéo dài 7 năm, 4 tháng từ ngày 11 tháng 11 năm 1975 đến ngày 11 tháng 3 năm 1983. Ông thuộc Đảng Tự do Úc.